# RITEK
RITEK (en russe РИТЭК) est une compagnie pétrolière russe qui fait partie de l'indice RTS.